# Aristolochia quadriflora
Aristolochia quadriflora là một loài thực vật có hoa trong họ Aristolochiaceae. Loài này được Gueldenst. mô tả khoa học đầu tiên năm 1787.